# Barbra Banda
Barbra Roberto Banda (Lusaka, 20 marzo 2000) è una calciatrice zambiana, attaccante dell'Orlando Pride e della nazionale zambiana.

## Biografia
Banda si appassiona al calcio fin da giovanissima, benché abbia dovuto affrontare le iniziali perplessità della famiglia, ma incoraggiata dal padre a intraprendere l'attività agonistica e iniziando a giocare dall'età di 7 anni. Oltre al calcio, ispirata dalla figura della concittadina Catherine Phiri, si dedica anche al pugilato, iniziando l'attività a 16 anni con ottimi risultati, collezionando cinque vittorie in cinque combattimenti, decidendo comunque in seguito di abbandonare questa disciplina sportiva per dedicarsi completamente al calcio.
All'inizio del 2021 ha inoltre istituito una fondazione a suo nome, la Barbra Banda Foundation, che si prefigge di responsabilizzare le ragazze del suo paese, concentrandosi prevalentemente sul sostegno a programmi che promuovono l'emancipazione di donne e ragazze e combattono la violenza di genere.

## Carriera

### Club
Dopo aver giocato presso la Bauleni United Sports Academy, in formazioni maschili per mancanza di squadre interamente femminili a livello giovanile, nella sua città natale, Lusaka, Banda si unisce all'Indeni Roses di Ndola per poi trasferirsi al Green Buffaloes Women di Lusaka, quest'ultima la squadra statale dello Zambia sponsorizzata dallo Zambian Army, l'esercito zambiano, condividendo con le compagne l'attività sportiva e la formazione militare. Giocando nella FAZ Women Super division, il massimo livello del campionato nazionale, ottiene risultati di rilievo, conquistando con le Green Buffaloes il titolo del girone regionale.
Dopo essere stata scoperta dagli osservatori del Dux Logroño durante le partite di qualificazione della Coppa d'Africa, nell'estate 2018 viene formalizzato il suo trasferimento al club spagnolo neopromosso in Primera División, che però è in grado di impiegarla solo da ottobre, a stagione già iniziata, per problemi burocratici. Debutta in campionato il 4 novembre, all'8ª giornata, nell'incontro vinto in casa con l'Huelva, dove sigla anche la sua prima rete "spagnola", quella che al 75' fissa il risultato sul 2-0 per le padrone di casa. Banda rimane legata alla società del capoluogo della comunità autonoma di La Rioja per una stagione e mezza, contribuendo con le sue 8 reti su 17 incontri a far raggiungere alla sua squadra, nella prima, l'11º posto e un'agevole salvezza, risultando determinante nella seconda, con 7 reti su 11 incontri, per mantenere posizioni d'alta classifica nella prima parte del campionato, concluso poi al 7º posto, migliore risultato sportivo mai ottenuto dalla squadra della Spagna settentrionale, prima della sua sospensione a causa delle restrizioni per la pandemia di COVID-19.
Banda, tuttavia, aveva già lasciato la società a gennaio, cogliendo l'opportunità di giocare nel suo secondo campionato all'estero, sottoscrivendo un contratto con le vicecampionesse dello Shanghai Shengli per disputare la Chinese Women's Super League, livello di vertice del campionato cinese. Già all'incontro di debutto di Super League Banda è andata a segno 23 minuti dopo essere scesa in campo, nella partita inaugurale di campionato vinta sulle avversarie per 5-0. Ha condiviso con le compagne la conquista del 2º posto nella prima fase del campionato, avendo così accesso alla successiva fase a eliminazione diretta dove però la sua squadra, con una vittoria, un pareggio e una sconfitta, ha terminato al 3º posto, per poi vincere la finalina per il 3º posto contro il Pechino BG Phoenix. Al termine del campionato, con 17 reti realizzate complessivamente, tra cui un rigore, ha vinto la classifica delle migliori marcatrici del torneo.
Il 4 settembre 2024, viene inserita nella lista delle trenta candidate al Pallone d'Oro femminile.

### Nazionale
Banda è stata convocata dalla Federcalcio zambiana per la prima volta nel 2014, inserita in rosa, appena tredicenne, dal tecnico Albert Kachinga nella formazione Under-17 che ha disputato il Mondiale di Costa Rica 2014, primo torneo mondiale FIFA alla quale accedeva una nazionale zambiana femminile. Durante il torneo Kachinga l'ha impiegata in tutti i tre incontri giocati dalla sua nazionale nel gruppo A, che con due sconfitte, 2-0 con l'Italia e 4-0 con il Venezuela, e una sola vittoria, 2-1 con la Costa Rica, venne eliminata già alla fase a gironi.
Nel 2018 è arrivata la sua prima convocazione nella nazionale maggiore, debuttando quello stesso anno e venendo inserita, senza mai essere impiegata nel torneo, nella squadra che ha disputato il Coppa delle nazioni africane 2018. Nei due anni successivi venne regolarmente convocata, ma ebbe poche occasioni di essere impiegata; la prevista edizione 2020 della Coppa delle nazioni africane venne cancellata per le restrizioni dovute alla pandemia di COVID-19, per cui le sue presenze si limitarono a incontri amichevoli.
Dopo che la sua nazionale ha guadagnato, battendo il favorito Camerun nel torneo Pre-Olimpico CAF 2020, l'accesso a un'Olimpiade per la prima volta nella sua storia sportiva, nel luglio 2021 il commissario tecnico Bruce Mwape l'ha inserita nella lista delle 22 giocatrici per il torneo femminile di calcio di Tokyo 2020. La squadra, inserita nel girone F, ha perso la prima partita il 21 luglio 2021 contro i Paesi Bassi per 10-3, con Banda, scesa in campo con la fascia di capitano, protagonista con una tripletta, segnando tutte le reti zambiane, stabilendo il primato di maggior realizzatrice africana ad un'Olimpiade fino a quel momento. Nella partita seguente segna nuovamente una tripletta, contro la Cina.

## Statistiche

### Cronologia presenze e reti in nazionale
| Cronologia completa delle presenze e delle reti in nazionale ― Zambia | Cronologia completa delle presenze e delle reti in nazionale ― Zambia | Cronologia completa delle presenze e delle reti in nazionale ― Zambia | Cronologia completa delle presenze e delle reti in nazionale ― Zambia | Cronologia completa delle presenze e delle reti in nazionale ― Zambia | Cronologia completa delle presenze e delle reti in nazionale ― Zambia | Cronologia completa delle presenze e delle reti in nazionale ― Zambia | Cronologia completa delle presenze e delle reti in nazionale ― Zambia |
| Data                                                                  | Città                                                                 | In casa                                                               | Risultato                                                             | Ospiti                                                                | Competizione                                                          | Reti                                                                  | Note                                                                  |
| --------------------------------------------------------------------- | --------------------------------------------------------------------- | --------------------------------------------------------------------- | --------------------------------------------------------------------- | --------------------------------------------------------------------- | --------------------------------------------------------------------- | --------------------------------------------------------------------- | --------------------------------------------------------------------- |
| 13-9-2017                                                             | Bulawayo                                                              | Zambia                                                                | 6 – 3                                                                 | Malawi                                                                | Qual. Mondiali 2019                                                   | 1                                                                     |                                                                       |
| 15-9-2017                                                             | Harare                                                                | Zimbabwe                                                              | 1 – 1                                                                 | Zambia                                                                | Qual. Mondiali 2019                                                   | 1                                                                     |                                                                       |
| 18-9-2017                                                             | Ndola                                                                 | Zambia                                                                | 7 – 1                                                                 | Madagascar                                                            | Amichevole                                                            | 2                                                                     |                                                                       |
| 25-9-2017                                                             | Solwezi                                                               | Zambia                                                                | 3 – 3                                                                 | Sudafrica                                                             | Qual. Mondiali 2019                                                   | 1                                                                     |                                                                       |
| 1-10-2017                                                             | Lusaka                                                                | Zambia                                                                | 1 – 1                                                                 | Kenya                                                                 | Qual. Mondiali 2019                                                   | 1                                                                     |                                                                       |
| 24-3-2018                                                             | Kitwe                                                                 | Zambia                                                                | 0 – 3                                                                 | Kenya                                                                 | Amichevole                                                            | -                                                                     | 51’ 67’                                                               |
| 3-4-2018                                                              | Dar es Salaam                                                         | Tanzania                                                              | 3 – 3                                                                 | Zambia                                                                | Qual. Coppa d'Africa 2018                                             | 1                                                                     |                                                                       |
| 9-5-2018                                                              | Lusaka                                                                | Zambia                                                                | 0 – 1                                                                 | Zimbabwe                                                              | Qual. Coppa d'Africa 2018                                             | -                                                                     |                                                                       |
| 11-5-2018                                                             | Harare                                                                | Zimbabwe                                                              | 1 – 2                                                                 | Zambia                                                                | Qual. Coppa d'Africa 2018                                             | 1                                                                     |                                                                       |
| 30-5-2018                                                             | Maseru                                                                | Lesotho                                                               | 0 – 2                                                                 | Zambia                                                                | Qual. Mondiali 2019                                                   | 1                                                                     | 90+3’                                                                 |
| 4-6-2018                                                              | Ndola                                                                 | Zambia                                                                | 1 – 0                                                                 | Camerun                                                               | Qual. Mondiali 2019                                                   | -                                                                     | 82’                                                                   |
| 7-6-2018                                                              | Lusaka                                                                | Zambia                                                                | 3 – 0                                                                 | Mozambico                                                             | Qual. Mondiali 2019                                                   | 1                                                                     | 46’ 85’                                                               |
| 16-9-2018                                                             | Chipata                                                               | Zambia                                                                | 0 – 1                                                                 | Camerun                                                               | Amichevole                                                            | -                                                                     |                                                                       |
| 21-9-2018                                                             | Kabwe                                                                 | Zambia                                                                | 0 – 1                                                                 | Uganda                                                                | Amichevole                                                            | -                                                                     |                                                                       |
| 4-11-2020                                                             | Ndola                                                                 | Zambia                                                                | 8 – 0                                                                 | Lesotho                                                               | Amichevole                                                            | 3                                                                     | cap. 71’                                                              |
| 8-11-2020                                                             | Lusaka                                                                | Zambia                                                                | 0 – 1                                                                 | Malawi                                                                | Amichevole                                                            | -                                                                     | cap. 67’                                                              |
| 12-11-2020                                                            | Gaborone                                                              | Botswana                                                              | 2 – 1                                                                 | Zambia                                                                | Amichevole                                                            | 1                                                                     | cap. 88’                                                              |
| 28-11-2020                                                            | Santiago del Cile                                                     | Cile                                                                  | 1 – 2                                                                 | Zambia                                                                | Amichevole                                                            | 1                                                                     | cap.                                                                  |
| 10-4-2021                                                             | Pretoria                                                              | Sudafrica                                                             | 3 – 1                                                                 | Zambia                                                                | Qual. Mondiali 2023                                                   | 1                                                                     | cap.                                                                  |
| 21-7-2021                                                             | Tokyo                                                                 | Zambia                                                                | 3 – 10                                                                | Zambia                                                                | Olimpiadi 2021 - 1º turno                                             | 3                                                                     | cap.                                                                  |
| 24-7-2021                                                             | Rifu                                                                  | Cina                                                                  | 4 – 4                                                                 | Zambia                                                                | Olimpiadi 2021 - 1º turno                                             | 3                                                                     | cap.                                                                  |
| 27-7-2021                                                             | Saitama                                                               | Brasile                                                               | 1 – 0                                                                 | Zambia                                                                | Olimpiadi 2021 - 1º turno                                             | -                                                                     | cap.                                                                  |
| 11-2-2022                                                             | Lusaka                                                                | Zambia                                                                | 3 – 0                                                                 | Sudafrica                                                             | Qual. Mondiali 2023                                                   | 2                                                                     | cap.                                                                  |
| 18-6-2022                                                             | Rabat                                                                 | Marocco                                                               | 1 – 1                                                                 | Zambia                                                                | Qual. Mondiali 2023                                                   | 1                                                                     | 51’                                                                   |
| 24-8-2022                                                             | Città del Capo                                                        | Zambia                                                                | 2 – 0                                                                 | Namibia                                                               | Amichevole                                                            | 2                                                                     | cap. 76’                                                              |
| 26-8-2022                                                             | Durban                                                                | Zambia                                                                | 7 – 0                                                                 | Lesotho                                                               | Amichevole                                                            | 3                                                                     | cap.                                                                  |
| 2-9-2022                                                              | Johannesburg                                                          | Zambia                                                                | 2 – 0                                                                 | eSwatini                                                              | Amichevole                                                            | 1                                                                     | cap. 83’ 90+2’                                                        |
| 6-9-2022                                                              | Bloemfontein                                                          | Zambia                                                                | 2 – 1                                                                 | Tanzania                                                              | Amichevole                                                            | 1                                                                     | cap. 74’                                                              |
| 11-9-2022                                                             | Port Elizabeth                                                        | Sudafrica                                                             | 0 – 1                                                                 | Zambia                                                                | Amichevole                                                            | 1                                                                     | cap.                                                                  |
| 18-2-2023                                                             | Bursa                                                                 | Slovenia                                                              | 1 – 0                                                                 | Zambia                                                                | Amichevole                                                            | -                                                                     | cap.                                                                  |
| 21-2-2023                                                             | Kayseri                                                               | Zambia                                                                | 4 – 0                                                                 | Uzbekistan                                                            | Amichevole                                                            | 2                                                                     | cap.                                                                  |
| 7-4-2023                                                              | Suwon                                                                 | Corea del Sud                                                         | 5 – 2                                                                 | Zambia                                                                | Amichevole                                                            | 1                                                                     | cap. 32’                                                              |
| 12-4-2023                                                             | Chengdu                                                               | Cina                                                                  | 5 – 0                                                                 | Zambia                                                                | Amichevole                                                            | -                                                                     | cap.                                                                  |
| 11-6-2023                                                             | Lusaka                                                                | Zambia                                                                | 1 – 0                                                                 | Tanzania                                                              | Amichevole                                                            | -                                                                     | cap.                                                                  |
| 22-6-2023                                                             | Dublino                                                               | Irlanda                                                               | 3 – 2                                                                 | Zambia                                                                | Amichevole                                                            | -                                                                     | cap. 65’                                                              |
| 30-6-2023                                                             | Bienne                                                                | Svizzera                                                              | 3 – 3                                                                 | Zambia                                                                | Amichevole                                                            | 1                                                                     | cap. 45+3’                                                            |
| 6-7-2023                                                              | Fürth                                                                 | Germania                                                              | 2 – 3                                                                 | Zambia                                                                | Amichevole                                                            | 2                                                                     | 46’ 90+1’                                                             |
| 22-7-2023                                                             | Sydney                                                                | Zambia                                                                | 0 – 5                                                                 | Giappone                                                              | Mondiali 2023 - 1º turno                                              | -                                                                     | cap.                                                                  |
| 26-7-2023                                                             | Auckland                                                              | Spagna                                                                | 5 – 0                                                                 | Zambia                                                                | Mondiali 2023 - 1º turno                                              | -                                                                     | cap. 38’                                                              |
| 31-7-2023                                                             | Hamilton                                                              | Costa Rica                                                            | 1 – 3                                                                 | Zambia                                                                | Mondiali 2023 - 1º turno                                              | 1                                                                     | cap. 67’                                                              |
| 22-9-2023                                                             | Casablanca                                                            | Marocco                                                               | 0 – 2                                                                 | Zambia                                                                | Amichevole                                                            | 2                                                                     | cap. 73’                                                              |
| 26-9-2023                                                             | Rabat                                                                 | Marocco                                                               | 2 – 6                                                                 | Zambia                                                                | Amichevole                                                            | 3                                                                     | cap.                                                                  |
| 23-2-2024                                                             | Kumasi                                                                | Ghana                                                                 | 0 – 1                                                                 | Zambia                                                                | Amichevole                                                            | -                                                                     | cap.                                                                  |
| 28-2-2024                                                             | Lusaka                                                                | Zambia                                                                | 3 – 3                                                                 | Ghana                                                                 | Amichevole                                                            | 2                                                                     | cap.                                                                  |
| 5-4-2024                                                              | Lusaka                                                                | Zambia                                                                | 1 – 2                                                                 | Marocco                                                               | Qual. Olimpiadi 2024                                                  | -                                                                     | cap.                                                                  |
| 10-4-2024                                                             | Agadir                                                                | Marocco                                                               | 0 – 2                                                                 | Zambia                                                                | Qual. Olimpiadi 2024                                                  | 2                                                                     | cap.                                                                  |
| 13-7-2024                                                             | Auckland                                                              | Nuova Zelanda                                                         | 1 – 1                                                                 | Zambia                                                                | Amichevole                                                            | -                                                                     | 73’                                                                   |
| 25-7-2024                                                             | Grenoble                                                              | Stati Uniti                                                           | 3 – 0                                                                 | Zambia                                                                | Olimpiadi 2024 - 1º turno                                             | -                                                                     | cap.                                                                  |
| 28-7-2024                                                             | Nizza                                                                 | Australia                                                             | 6 – 5                                                                 | Zambia                                                                | Olimpiadi 2024 - 1º turno                                             | 3                                                                     | cap.                                                                  |
| 31-7-2024                                                             | Saint-Étienne                                                         | Zambia                                                                | 1 – 4                                                                 | Germania                                                              | Olimpiadi 2024 - 1º turno                                             | 1                                                                     | cap.                                                                  |
| 31-5-2025                                                             | Lusaka                                                                | Zambia                                                                | 1 – 1                                                                 | Botswana                                                              | Amichevole                                                            | 1                                                                     | cap.                                                                  |
| 4-6-2025                                                              | Pretoria                                                              | Sudafrica                                                             | 2 – 0                                                                 | Zambia                                                                | Amichevole                                                            | -                                                                     | cap. 70’                                                              |
| 30-6-2025                                                             | Bamako                                                                | Mali                                                                  | 1 – 1                                                                 | Zambia                                                                | Amichevole                                                            | -                                                                     | cap.                                                                  |
| 5-7-2025                                                              | Rabat                                                                 | Marocco                                                               | 2 – 2                                                                 | Zambia                                                                | Coppa d'Africa 2024 - 1º turno                                        | 1                                                                     | cap.                                                                  |
| Totale                                                                |                                                                       | Presenze                                                              | 55                                                                    |                                                                       | Reti                                                                  | 55                                                                    |                                                                       |

## Palmarès

### Nazionale
- COSAFA Women's Championship: 1

2022

### Individuale
- Capocannoniere del campionato cinese: 1

2020 (17 reti)
- Capocannoniere del COSAFA Women's Championship: 1

2022 (10 reti)